# Gejjagaraguppe, Magadi
Gejjagaraguppe là một làng thuộc tehsil Magadi, huyện Ramanagara, bang Karnataka, Ấn Độ.